# Movimento per la Vita
Il Movimento per la Vita (MpV) è una associazione di promozione sociale italiana che nel suo statuto si propone «di promuovere e di difendere il diritto alla vita e la dignità di ogni uomo, dal concepimento alla morte naturale, favorendo una cultura dell'accoglienza nei confronti dei più deboli ed indifesi e, prima di tutti, il bambino concepito e non ancora nato», oltre a informare su ciò che concerne la vita e la morte umana (amore, sessualità, procreazione responsabile, vita prenatale, adozione, famiglia, interruzione di gravidanza, malattie rare, manipolazione genetica, eutanasia, suicidio). Il movimento per la Vita aderisce al Forum delle associazioni familiari.

## Storia
Il 22 maggio 1975 viene fondato a Firenze il primo Centro di Aiuto alla Vita (CAV) in Italia. Scopi dell'associazione: a) Contrastare il fenomeno dell'aborto, all'epoca illegale e effettuato in maniera clandestina; b) Dare seguito, sul piano politico e sociale, alla dottrina morale della Chiesa cattolica, così come esposta nell'Humanae Vitae, l'enciclica scritta da Papa Paolo VI nel 1967. Successivamente nascono in tutto il Paese nuovi CAV e varie associazioni di aiuto alla vita nascente.
Il 15 gennaio 1980, due anni dopo l'approvazione della legge sull'aborto, nasce il Movimento per la Vita, federazione delle  associazioni di aiuto alla vita operanti nel Paese. Il primo presidente è il milanese Francesco Migliori. In seguito e fino al 2015 il presidente fu il deputato e europarlamentare Carlo Casini.
Nel 1981 il MpV promosse due referendum per l'abrogazione della legge 194 che istituiva e regolamentava la facoltà di ricorrere all'interruzione di gravidanza. In particolare, un referendum mirava a cancellare integralmente la legge n. 194, l'altro intendeva farlo solo parzialmente. Il primo venne considerato inammissibile dalla Corte costituzionale, in quanto contrastante con una sentenza del 1975 che dichiarava legittimo l'aborto in certe situazioni e a certe condizioni. Fu ammesso il secondo, che però fu respinto dall'elettorato il 17 maggio 1981.

Il Movimento per la Vita attuò una profonda revisione interna dando vita nel 1985 ai Centri d'Aiuto alla Vita, che si pongono lo scopo di aiutare le donne in gravidanza in difficoltà, dando loro aiuti economici, sostegno psicologico e medico, cercando di contrastare le principali motivazioni del ricorso all'aborto e proponendo il ricorso ai soli metodi contraccettivi naturali. Ogni anno sono circa 20.000 le donne assistite in modo vario dagli oltre 300 centri. Dal 1975 i bambini che sono stati aiutati a nascere sono stati 85.000.

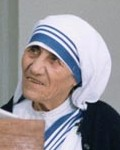
Madre Teresa di Calcutta, presidente onoraria del Movimento

Nel 1990, in occasione del suo 80º compleanno, Madre Teresa di Calcutta fu nominata presidente onoraria dei movimenti per la vita nel mondo dall'allora presidente della federazione mondiale John Willke. La ragione sta nelle posizioni affini a quelle dell'associazione espresse dalla stessa madre Teresa in moltissime occasioni:
(Madre Teresa di Calcutta, da Nobel lectures, Peace 1971-1980, 11 dicembre 1979)
Nel 1995, i Centri di Aiuto alla vita del Movimento sono stati citati insieme ad altre istituzioni analoghe di tutto il mondo, nell'enciclica Evangelium Vitae di Giovanni Paolo II:
(Giovanni Paolo II, 26, Evangelium Vitae)

## Organizzazione
Il Movimento è diffuso in tutta Italia con federazioni regionali che raccolgono le circa 500 sedi locali, i 349 Centri di Aiuto alla Vita (CAV) e le 41 case di accoglienza. A livello nazionale le sedi locali sono federate con il Movimento per la Vita Italiano con sede a Roma.
L'organizzazione del MpV comprende:
- l'Area Politica che si occupa dell'attività civile del Movimento e della sua azione di promozione sociale e culturale. L'Area Politica, ad esempio, si è occupata della mobilitazione degli iscritti in occasione del referendum del 2005. Ha anche il compito di sensibilizzare l'opinione pubblica.
- i Centri di Aiuto alla Vita, costituiti sia da volontari che personale qualificato, che si occupano di aiutare e sostenere le donne che affrontano una gravidanza difficile e sensibilizzano l'opinione pubblica su come prevenire ed evitare l'aborto volontario.
- il Comitato Scientifico che affronta le problematiche scientifiche relative ai temi che sono oggetto dell'attività del Movimento, approfondendo, inoltre, le conoscenze nel campo della bioetica. Presidente del Comitato Scientifico è la deputata Paola Binetti.

Organo di stampa del MpV è la rivista mensile Sì alla Vita. Il MpV gestisce inoltre un numero verde (Sos vita) che offre un'occasione di dialogo telefonico riguardante le problematiche (etiche, psicologiche, economiche, legali, etc.) relative alla decisione di abortire e mettendo in contatto gli utenti con i propri progetti di supporto alla maternità.
Il Movimento si occupa, inoltre, della produzione di documentari, film, libri sul tema della vita e della gravidanza. Fece particolarmente scalpore un film-documentario del 1984, girato negli Stati Uniti ed intitolato L'urlo silenzioso, in cui si vedono i feti, ripresi dall'ecografia, durante l'aborto.
Ogni anno il Movimento organizza il Concorso Scolastico Europeo, rivolto a ragazzi e ragazze delle scuole superiori e universitari per invitarli a riflettere su temi di attualità, società e bioetica legati all'attività dell'associazione. Ad oggi hanno partecipato al concorso oltre 500.000 giovani (Fonte sito istituzionale MpV).
Inoltre ogni anno il Movimento organizza il concorso musicale "Cantiamo la vita", che premia le canzoni i cui testi dimostrano particolare attenzione ai temi della difesa della maternità, della bioetica e della dignità umana.
Il Progetto Gemma è una iniziativa del MpV volta a promuovere una forma di adozione a distanza delle donne gravide che presentano particolari difficoltà economiche, mediante la quale viene offerto un sostegno economico in modo da ridurre l'incidenza di questo fattore fra le cause di una possibile interruzione della gravidanza.
Il MpV promuove inoltre l'iniziativa Una Culla per la Vita con l'intenzione di creare punti di accoglienza sicura per neonati non desiderati in modo da evitare l'abbandono dei bambini al momento della nascita. L'iniziativa è nata in seguito al proliferare di casi di ritrovamento di bambini all'interno di cassonetti, ispirandosi alla ruota presente in passato in gran parte dei conventi e monasteri cattolici dove le madri che non desideravano o non potevano provvedere al sostentamento dei propri figli appena nati, potevano anonimamente affidarli alla cura dei frati o delle monache.

## Attività politica
Il primo atto politico del neonato movimento fu la presentazione in Cassazione, il 2 febbraio 1980, di una proposta di referendum tendente ad abrogare quelle norme della legge 194 che permettevano l'interruzione di gravidanza anche per scopi non terapeutici e cancellavano le sanzioni penali a carico di chi abortisse; nonostante il più o meno esplicito appoggio vaticano e gli inviti del clero a votare per l'abrogazione della legge 194, il referendum non andò a buon fine per i suoi promotori, in quanto il 17 maggio 1981 la proposta di abrogazione del Movimento fu bocciata con il 68% (21505323 voti) delle preferenze contro il 32% di abolizionisti (10119797).
Nel 2005 l'organizzazione promosse il boicottaggio del referendum abrogativo della controversa legge 40/2004 sulla procreazione medicalmente assistita promosso dai Radicali, da organizzazioni democratiche e di libero pensiero e associazioni dei ricercatori tramite la formazione del comitato Scienza & Vita e alla campagna astensionista sostenuta anche dalla Conferenza Episcopale Italiana, che aveva l'obiettivo di impedire il successo del referendum mediante il mancato raggiungimento del quorum.
L'esito del referendum fu il mancato raggiungimento del quorum con una partecipazione al voto del solo 25% degli aventi diritto.
Successive sentenze della Corte costituzionale, tuttavia, resero inutile il boicottaggio referendario abrogando a più riprese quelle prescrizioni della legge 40 per il cui mantenimento il movimento si era più speso nella sua campagna.
Segnatamente, tra il 2009 e il 2015 furono dichiarati incostituzionali e cassati il divieto di produzione di più di tre embrioni, l'obbligo di impianto contemporaneo di tutti gli embrioni prodotti, il divieto di diagnosi pre-impianto per le sole coppie infertili, il divieto di fecondazione eterologa e il divieto d'accesso alla PMA alle coppie fertili con patologie genetiche.

## Inni
Il Movimento per la Vita ha due inni: le canzoni Il cielo di Renato Zero e In te di Nek.